# Parafia św. Jana Marii Vianney'a w Żabnicy
Parafia pw. św. Jana Marii Vianney'a w Żabnicy – parafia rzymskokatolicka należąca do dekanatu Gryfino, archidiecezji szczecińsko-kamieńskiej, metropolii szczecińsko-kamieńskiej. W parafii posługują księża archidiecezjalni. Według stanu na wrzesień 2018 proboszczem parafii był ks. Jerzy Brocławik.

## Miejsca święte

### Kościół parafialny
Kościół pw. św. Jana Marii Vianney'a w Żabnicy

### Kościoły filialne i kaplice
- Kościół pw. Matki Bożej Fatimskiej w Czepinie[3][5]
- Kaplica w DPS w Dębcach[3][6]